# Sacco & Mancetti
Sacco & Mancetti ist eine 1985 in Regensburg gegründete deutsche Band. Ihr Stil beinhaltet Rockmusik mit Einflüssen aus Country, gelegentlich aber auch der Künstler wie Bruce Springsteen, Tom Petty oder Roger McGuinn.
1990 erschien ihr Debütalbum Best Of, das von der Plattenfirma Chrysalis veröffentlicht wurde. Es folgten weitere Albumveröffentlichungen, die vorwiegend bei BSC Music im Vertrieb von Rough Trade Deutschland erschienen sind.
Wiederholt begleitete die Gruppe in der Adventszeit Gloria von Thurn und Taxis mit Mitgliedern aus dem „Lebenshilfe-Chor“ während eines Konzerts auf dem Weihnachtsmarkt auf Schloss Thurn und Taxis.

## Diskografie
- 1990: Best Of
- 1991: Famous
- 1993: Big Audience
- 1995: King
- 1996: Star Collection
- 1998: Cool’n Sexy
- 2000: Memphis
- 2004: Supersonic
- 2007: Cry Baby
- 2010: Live at the Speisesaal
- 2016: Hightime